# Greatest sHit
A Greatest sHit című Ganxsta Zolee és a Kartel válogatásalbum 2003-ban jelent meg. Az album 14 korábbi sláger mellett, két új dalt és két korábban még meg nem jelent dalt tartalmaz, valamint egy 34. perces útifilm is helyet kapott a DVD megjelenésen a klipeket is tartalmazó hanghordozón. A slágerlistán a harmincharmadik helyet szerezte meg.

## Megjelenések
CD  Magyarország Epic  5147132000
1. BOOM a fejbe!
2. Fehér hó
3. Keleti oldal – nyugati oldal
4. Rossz vér
5. A szerb határ felé
6. A Jó, a Rossz és a Kartel
7. A való világ
8. Blow-feld vs. O. J. Bond
9. Néhány jó dolog
10. Vato Loco
11. Döglégy for president
12. Mi vagyunk azok
13. Gerilla funk
14. Szesztilalom
15. Vannak percek
16. Ég a jég
17. Becsületkódex
18. A legnagyobb pofon – Greatest Hit